# جاك إتش. ماكدونالد
جاك إتش. ماكدونالد هو سياسي أمريكي، ولد في 28 يونيو 1932 في ديترويت في الولايات المتحدة. نشط حزبياً في الحزب الجمهوري. وقد انتخب عضو مجلس النواب الأمريكي ‏.